# St Leonard's Hospital (Hackney)
El St Leonard's Hospital de Hackney (Regne Unit) va ser originalment la infermeria de la workhouse (casa de treball) de St Leonard Shoreditch, obert en 1777. Es va convertir en un hospital general fins al seu tancament en 1984. Edith Cavell va ser l'assistent de la matrona de l'hospital entre 1903 i 1906, i hi ha una placa commemorativa en la paret de l'hospital.

## Història
El St Leonard's Hospital es va originar com la infermeria de la casa de treball St Leonard Shoreditch, que es va obrir en 1777 en un lloc de 2,19 ha. Contenia dos pavellons per a malalts pobres, però va tenir poca organització fins al nomenament del Dr. James Parkinson en 1813. James Parkinson va ser el primer en Londres en establir un «bloc de febre» independent dins de la infermeria per a pacients amb malalties infeccioses, especialment aquells amb còlera. En 1817 va publicar el seu «Essay on the Shaking Palsy» (Assaig sobre la paràlisi sacsejant) que descriu la condició que encara avui porta el seu nom, la malaltia de Parkinson.
Per la dècada del 1860 va caldre reconstruir la casa de treball, ja que l'edifici s'havia convertit en insegur. Els treballs van començar en 1863 i es van acabar en 1866. La nova infermeria contenia sales separades de la casa de treball principal i tenia 350 llits. En 1872 es va construir un nou edifici d'infermeria amb 503 llits, i per primera vegada va ser nomenada una matrona. En 1884 es va construir un annex a la infermeria, a la cantonada nord-est del lloc, al costat del carrer Nuttall.
Encara que originalment tenia el nom de Shoreditch Infirmary, el 1920 el va canviar per St Leonard's Hospital. El 1930, el Consell del Comtat de Londres va prendre el control quan la infermeria tenia 556 pacients i la casa de treball (coneguda com St Leonard's House) tenia 424 persones. Es va tancar la casa de treball i els seus edificis van ser incorporat a l'hospital. La infermeria es va convertir en un hospital general (St Leonard's I) i l'antiga casa de treball en un hospital per als malalts crònics (St Leonard's II).
A l'esclat de la Segona Guerra Mundial, les dues parts de l'hospital tenien 649 llits. Es creu que va ser el primer hospital en rebre víctimes d'atacs aeris durant els bombardejos, i va patir danys greus per una bomba al 1941. Una part d'un dels blocs del barri van ser destruïts, així com una de les tres llars per a les infermeres.
Després de la guerra els edificis es van seguir usant i van començar finalment les obres de millora. El 1948, l'hospital es va unir al National Health Service (NHS) sota el control del Grup Central. Les dues parts de l'hospital es van gestionar com un hospital general, però molt més reduïts en grandària. El 1956, l'hospital tenia 192 llits, amb la possibilitat d'obrir sales addicionals (250 llits) en el cas d'afegir personal addicional. El 1979 tenia 207 llits per a casos aguts i 22 per als discapacitats mentals.
El juliol de 1984, les sales d'hospitalització van ser tancadas i el St Leonard va deixar de ser un hospital general. Es va convertir en un lloc d'ocupació de treballadors amb l'objectiu de mantenir obert l'hospital.